# Заика, Сергей Павлович

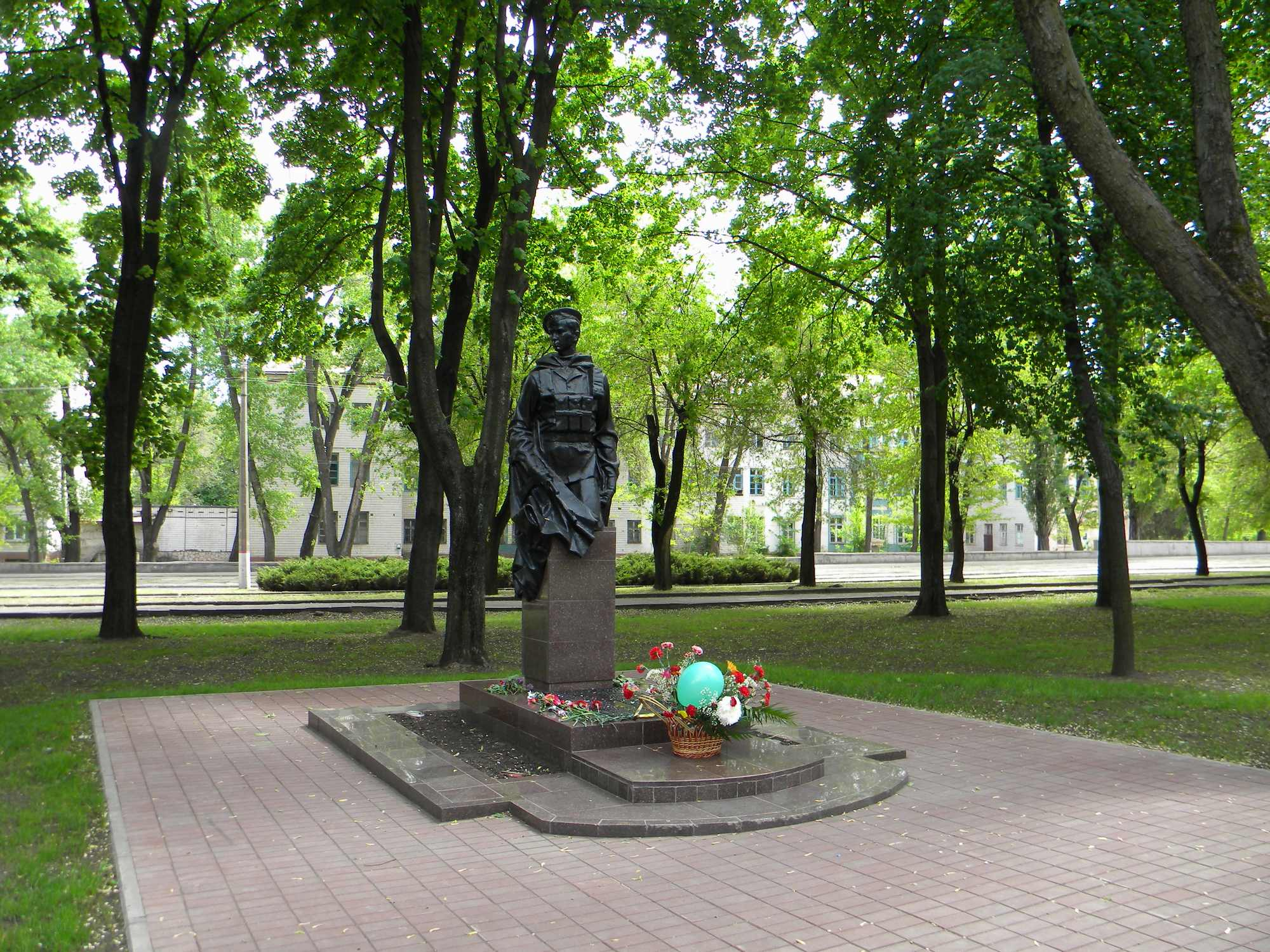
Имя на памятнике воинам-интернационалистам на Дзержинке (Кривой Рог)

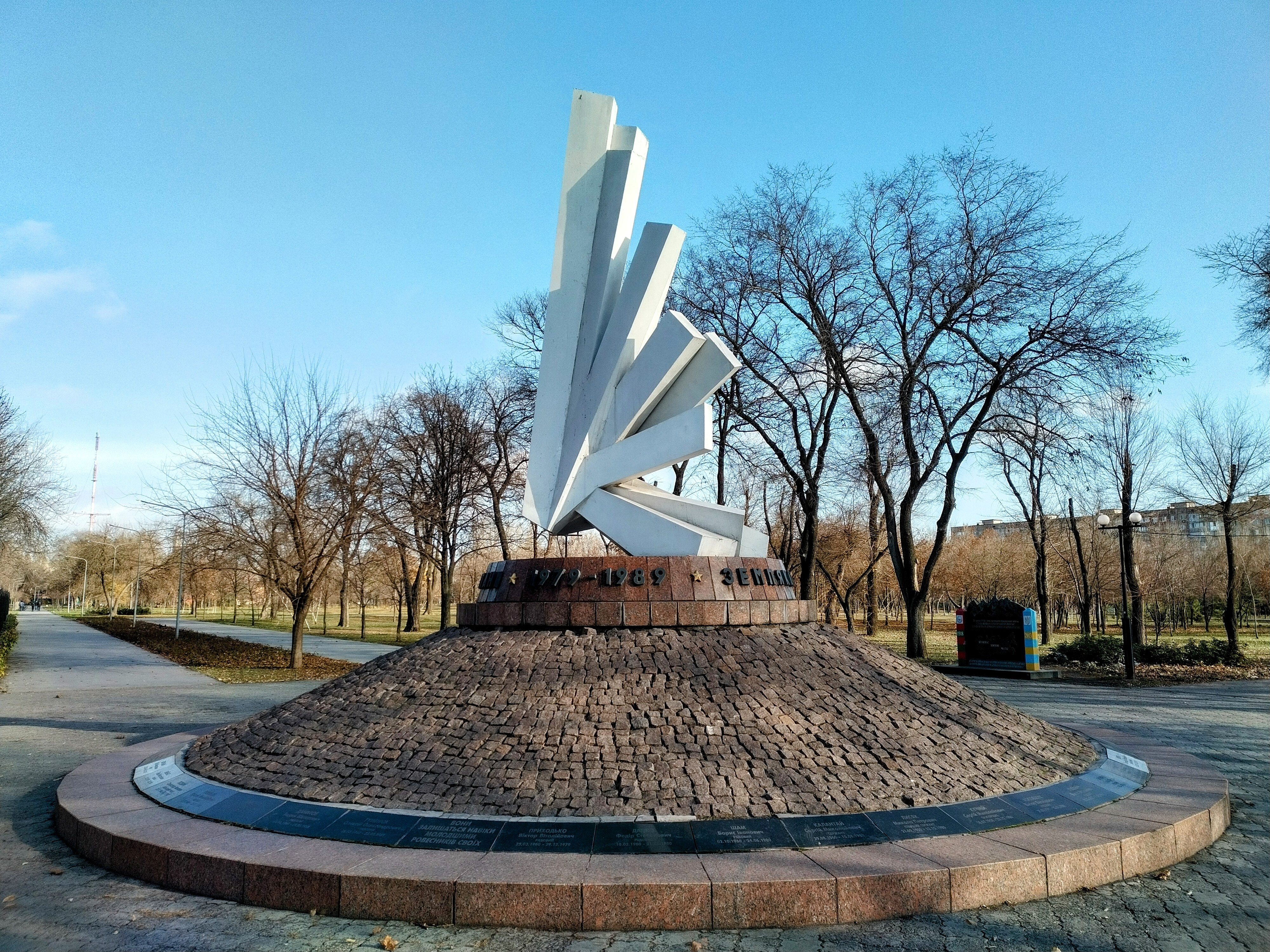
Имя на памятнике воинам-интернационалистам в Юбилейном парке (Кривой Рог)

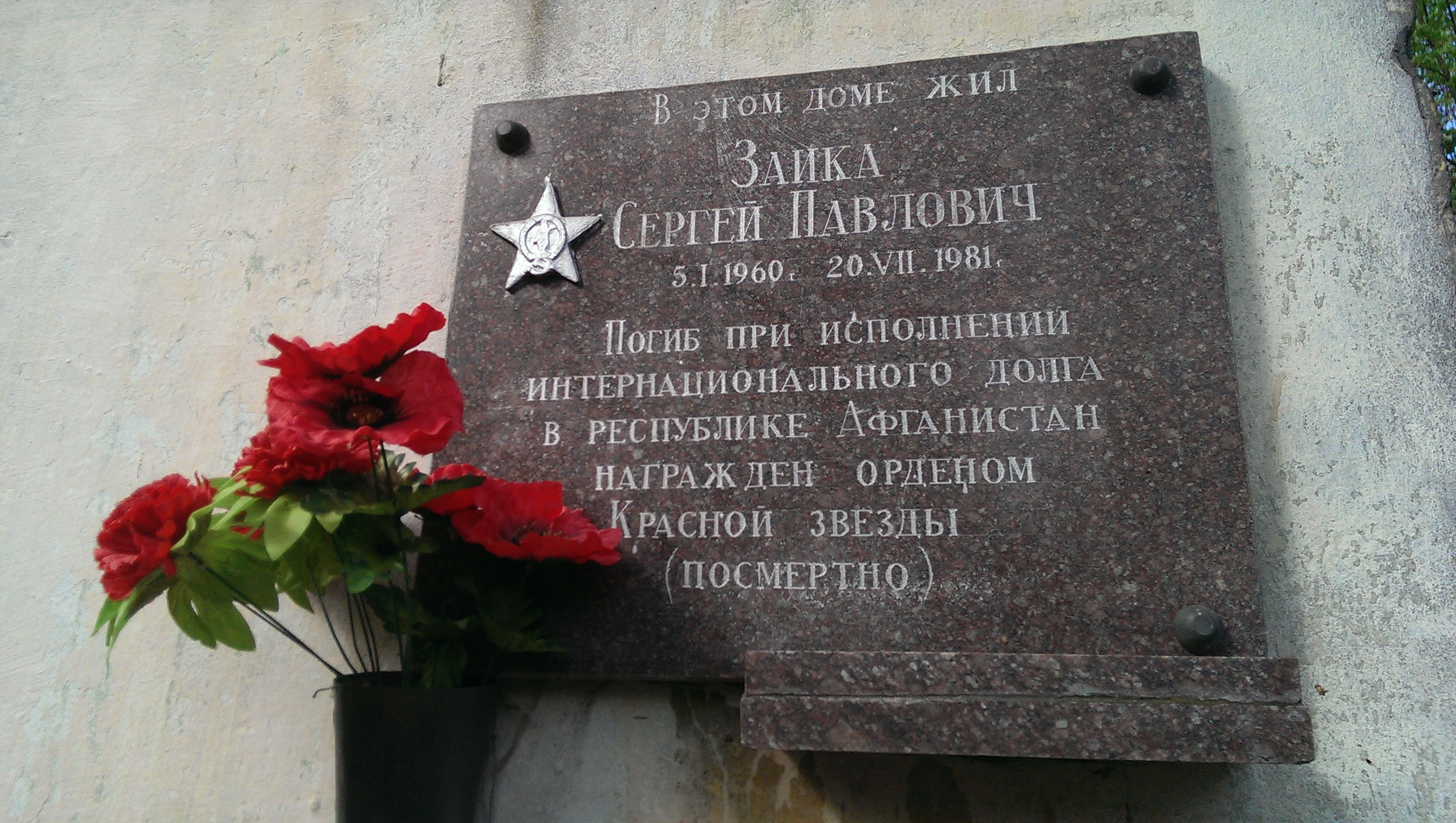
Памятная плита Сергею Заике (Кривой Рог)

Заика Сергей Павлович (5 января 1960, Арзамас, Горьковская область — 20 июля 1980, Афганистан) — советский военнослужащий, рядовой, электрик-дизелист, участник Афганской войны.

## Биография
Родился 5 января 1960 года в городе Арзамасе Горьковской области РСФСР в рабочей семье, русский.
С 1962 года жил в городе Кривой Рог, окончил среднюю школу № 59. Работал трактористом в ОРСе Ингулецкого горно-обогатительного комбината. 
1 ноября 1979 года призван в Вооружённые силы СССР Ингулецким районным военным комиссариатом Кривого Рога. В январе 1980 года в звании рядового направлен в состав ограниченного контингента советских войск в Афганистане, служил электриком-дизелистом, имел ранения.
20 июля 1980 года в бою с противником действовал самоотверженно, при смене огневой позиции был смертельно ранен.
Похоронен в пгт Широкое Широковского района Днепропетровской области.

## Награды
- Орден Красной Звезды (посмертно)[1][2].

## Память
- Имя на памятнике воинам-интернационалистам Днепропетровщины, погибшим в Афганистане (Днепр)[3];
- Имя на памятнике воинам-интернационалистам на Дзержинке (Кривой Рог);
- Имя на памятнике воинам-интернационалистам в Юбилейном парке (Кривой Рог);
- Имя на памятнике воинам-интернационалистам на Ингульце (Кривой Рог);
- Именем названа улица в Ингулецком районе (Кривой Рог);
- Памятная плита, установленная в 1987 году на фасаде дома № 5 по Солнечной улице в Ингулецком районе (Кривой Рог)[4].